# (348239) Societadante
(348239) Societadante est un astéroïde de la ceinture principale.

## Description
(348239) Societadante est un astéroïde de la ceinture principale. Il fut découvert le 20 septembre 2004 à Androuchivka par l'observatoire astronomique d'Androuchivka. Il présente une orbite caractérisée par un demi-grand axe de 3,06 UA, une excentricité de 0,15 et une inclinaison de 11,4° par rapport à l'écliptique.

## Compléments